# Andy Briggs
Pour les articles homonymes, voir Briggs.
 (septembre 2024).
La mise en forme du texte ne suit pas les recommandations de Wikipédia : il faut le « wikifier ».
Les points d'amélioration suivants sont les cas les plus fréquents. Le détail des points à revoir est peut-être précisé sur la page de discussion.
- Les titres sont pré-formatés par le logiciel. Ils ne sont ni en capitales, ni en gras.
- Le texte ne doit pas être écrit en capitales (les noms de famille non plus), ni en gras, ni en italique, ni en « petit »…
- Le gras n'est utilisé que pour surligner le titre de l'article dans l'introduction, une seule fois.
- L'italique est rarement utilisé : mots en langue étrangère, titres d'œuvres, noms de bateaux, etc.
- Les citations ne sont pas en italique mais en corps de texte normal. Elles sont entourées par des guillemets français : « et ».
- Les listes à puces sont à éviter, des paragraphes rédigés étant largement préférés. Les tableaux sont à réserver à la présentation de données structurées (résultats, etc.).
- Les appels de note de bas de page (petits chiffres en exposant, introduits par l'outil «  Source ») sont à placer entre la fin de phrase et le point final[comme ça].
- Les liens internes (vers d'autres articles de Wikipédia) sont à choisir avec parcimonie. Créez des liens vers des articles approfondissant le sujet. Les termes génériques sans rapport avec le sujet sont à éviter, ainsi que les répétitions de liens vers un même terme.
- Les liens externes sont à placer uniquement dans une section « Liens externes », à la fin de l'article. Ces liens sont à choisir avec parcimonie suivant les règles définies. Si un lien sert de source à l'article, son insertion dans le texte est à faire par les notes de bas de page.
- La présentation des références doit suivre les conventions bibliographiques. Il est recommandé d'utiliser les modèles {{Ouvrage}}, {{Chapitre}}, {{Article}}, {{Lien web}} et/ou {{Bibliographie}}. Le mode d'édition visuel peut mettre en forme automatiquement les références.
- Insérer une infobox (cadre d'informations à droite) n'est pas obligatoire pour parachever la mise en page.

Pour une aide détaillée, merci de consulter Aide:Wikification.
Si vous pensez que ces points ont été résolus, vous pouvez retirer ce bandeau et améliorer la mise en forme d'un autre article.
Œuvres principales
- Hero.com (2008–2010)
- Villain.net (2008–2010)

Andrew Briggs est un auteur et scénariste britannique né le 27 septembre 1972 à Liverpool. Il a écrit la série Hero.com et les romans pour jeunes adultes Villain.net, qui devraient être développés en série télévisée.[réf. nécessaire]
Il est le frère cadet du scénariste Peter Briggs.
La carrière de Briggs a commencé en tant qu'écrivain non crédité travaillant sur le développement de l'histoire de Highlander : la série en 1991. Depuis lors, il a travaillé seul et avec son frère Peter Briggs sur un certain nombre de projets, notamment le projet Foreverman de Stan Lee et Robert Evans Paramount Pictures. Ses travaux télévisuels les plus récents ont inclus le développement d'histoires pour Sci-Fi Channel, BKN Kids et Disney XD.
Au milieu des années 2000, il a écrit quelques bandes dessinées, et a commencé à développer sa série Hero.com/Villain.net de romans pour jeunes adultes. Cela a donné lieu à une nouvelle série de romans pour jeunes adultes sur Tarzan.
Briggs a reconnu que les livres « Captain Cobwebb » de Gordon Boshell ont été une de ses premières influences. Il se rendait souvent dans des endroits pour expérimenter ce qu'il ressentait.

## Crédits

### Télévision et cinéma
- Passage of the Four (aka Screaming Night ) (film de 2002) : scénariste
- La Fureur des Gargouilles (téléfilm de 2009) : scénariste
- Ghost Town (téléfilm de 2009) : scénariste
- Dark Relic (téléfilm de 2010) : scénariste
- Blake : Double Identity (série TV de 2011) : scénariste en chef
- The Philadelphia Experiment (film télévisé de 2012) : scénariste
- La Crypte du dragon (film de 2013) : scénariste et producteur exécutif
- Kong : Le Roi des Singes (Série TV de 2016) : scénariste (saison 1 épisode 8 : « Course aux armements bioniques »)
- Crowhurst (long métrage de 2017) : scénariste
- Redcon-1 (long métrage de 2018) : remerciements spéciaux
- Supervized (long métrage de 2019) : scénariste
- The Bastard King (film de 2020) : narrateur
- A Conspiracy Classic - The Making of the Philadelphia Experiment (documentaire de 2020) : lui-même
- Le Roi des Ombres (film 2021) : scénariste
- Shanghai Concession (Film à venir) : scénariste

### Bandes dessinées
- Kong : King of Skull Island (2007-2008) (ISBN 978-1-905692-34-7)
- Ritual (2009) (ISBN 978-1-905692-33-0)
- DinoCorps (2012) (ISBN 978-1905692804)
- Ritual 2 : La Résurrection (2015) (ISBN 978-1909276536)
- Madison Dark (2018) (ISBN 978-1912700233)
- MEAT (2018) (ISBN 978-1912700257)
- Cold War (2019) (ISBN 978-1912700271)

### Romans
Romans :
| - Héros.com - Rise of the Heroes (Juin 2008) - Virus Attack (octobre 2008) - Crisis Point (juillet 2009) - Chaos Effect (Mars 2010) | - Villain.net - Council of Evil (juin 2008) - Dark Hunter (Octobre 2008) - Power Surge (juillet 2009) - Collision course (mars 2010) |  |

- Tarzan:
  - The Greystoke Legacy (Juin 2011)  (ISBN 978-0-571-27238-9)
  - The Jungle Warrior (Juillet 2012)  (ISBN 978-0-571-27353-9)
  - The Savage Lands (Février 2013)  (ISBN 978-0-571-27353-9)
- Edge:
  - Warrior Number One (Novembre 2011)  (ISBN 978-1-4451-0707-3)
- Project X:
  - Reign of the Practari (Avril 2015)  (ISBN 978-0-19-831045-7)
  - Steam Pirates (Avril 2015)  (ISBN 978-0-19-831046-4)
- How to be an International Spy: Your Training Manual, Should You Choose to Accept it (Septembre 2015)  (ISBN 978-1743607725)
- Spy Quest - Polybius: The Urban Legend (Novembre 2015)  (ISBN 978-0993283109)
- CTRL+S (Novembre 2019)  (ISBN 978-1409184652)
- Marlow (Novembre 2020)  (ISBN 979-8555934215)
- The Majestic Files:
  - Epicenter (Decembre 2020)  (ISBN 979-8699480371)
  - Chem (Mars 2021)  (ISBN 979-8715274915)
  - Phantom Land (Août 2022)  (ISBN 979-8846132702)
  - Point Nemo (Août 2022)  (ISBN 979-8846130869)
- Drone Racer (Août 2022)  (ISBN 979-8843786168)
- The Inventory:
  - Iron Fist (Août 2022)  (ISBN 979-8846115996)
  - Gravity   (Août 2022)  (ISBN 979-8846119109)
  - Black Knight (Août 2022)  (ISBN 979-8846122642)
  - Winter Storm (Août 2022)  (ISBN 979-8846125179)
- Terror Tales of the West Country[note 1] (Octobre 2022)  (ISBN 978-1845832087)
- Monsterville (Octobre 2023)  (ISBN 978-1915860729)
- Trigger Effect (Juin 2025)  (ISBN 979-8290319223)

#### En tant que MG Cole
- DCI Garrick :
  - Slaughter of Innocents (mars 2021) (ISBN 979-8727355893)
  - Murder is Skin Deep (avril 2021) (ISBN 979-8732789065)
  - The Dead Will Talk (mai 2021) (ISBN 979-8511387291)
  - Dead Man's Game (octobre 2021) (ISBN 979-8490635215)
  - Cleansing Fires (juillet 2022) (ISBN 979-8842228447)
  - The Dead Don't Pay (décembre 2022) (ISBN 979-8371371881)
  - A Murder of Lies (août 2023) (ISBN 979-8857146422)
  - Siren's Call (août 2024) (ISBN 979-8336293326)
  - A Degree of Murder (août 2025)
  - The White Horse (avril 2026)

### Livres illustrés
- Tinch (mai 2022) (ISBN 978-1914926921)[5]
- Monster Knights (septembre 2022) (ISBN 978-1915387417)

## Remarques
1. ↑  Il a seulement écrit une nouvelle de cet ouvrage.